# Udavské
Udavské (in ungherese Udva, in tedesco Woldenau) è un comune della Slovacchia facente parte del distretto di Humenné, nella regione di Prešov.